# Colonne de Winogradsky
 (mai 2010).
Si vous disposez d'ouvrages ou d'articles de référence ou si vous connaissez des sites web de qualité traitant du thème abordé ici, merci de compléter l'article en donnant les références utiles à sa vérifiabilité et en les liant à la section « Notes et références ».

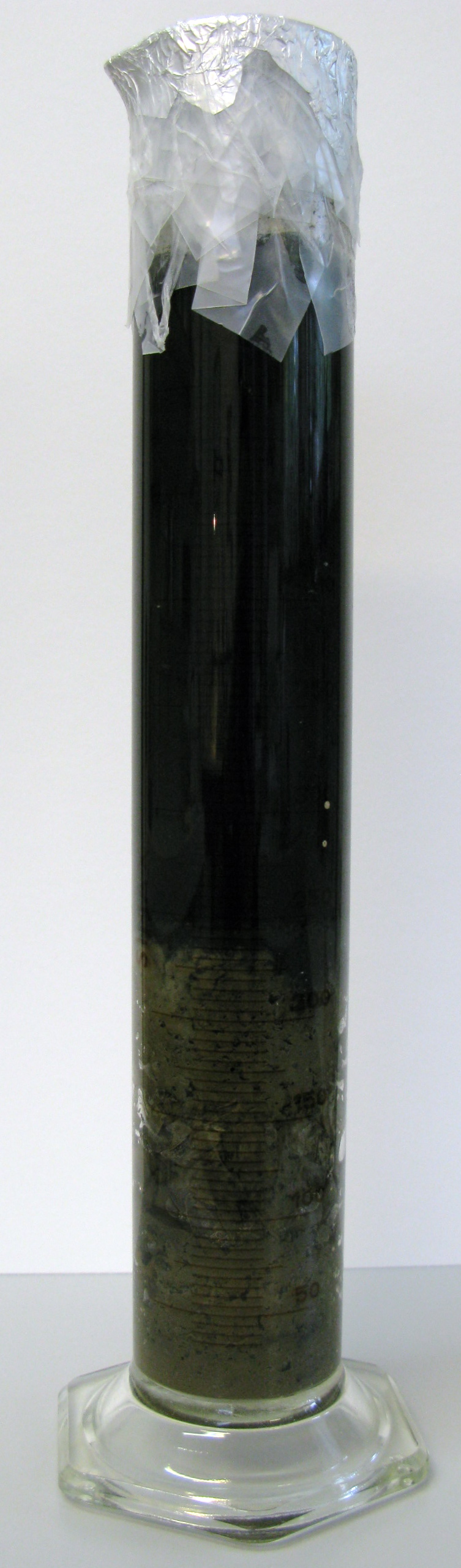
Colonne de Winogradsky après 1 mois.

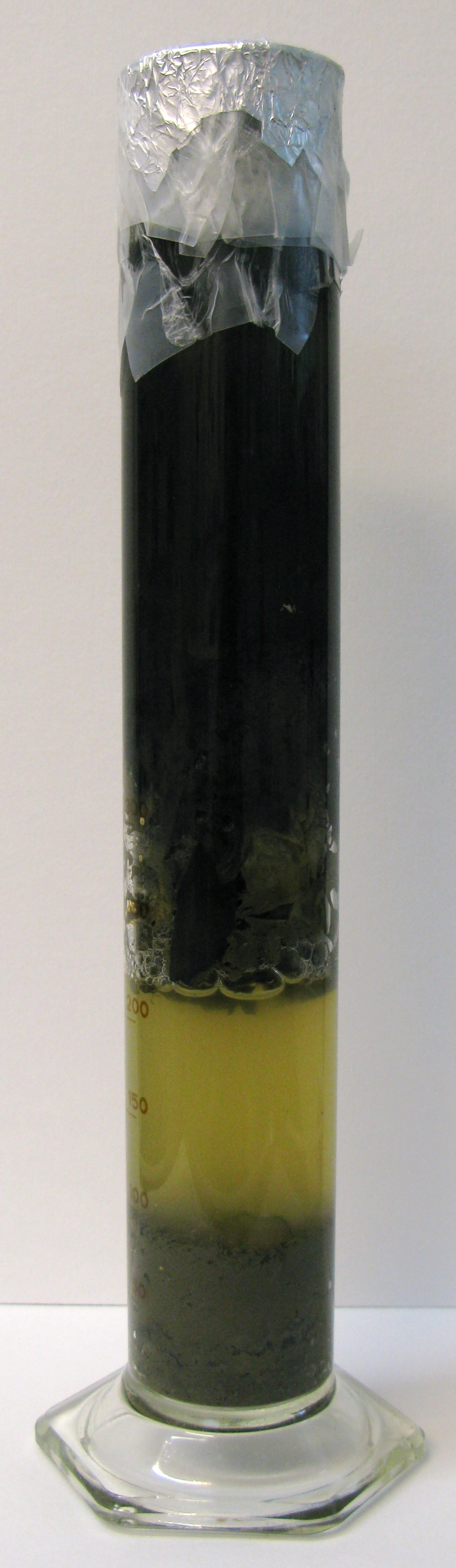
Colonne de Winogradsky après 2 mois.

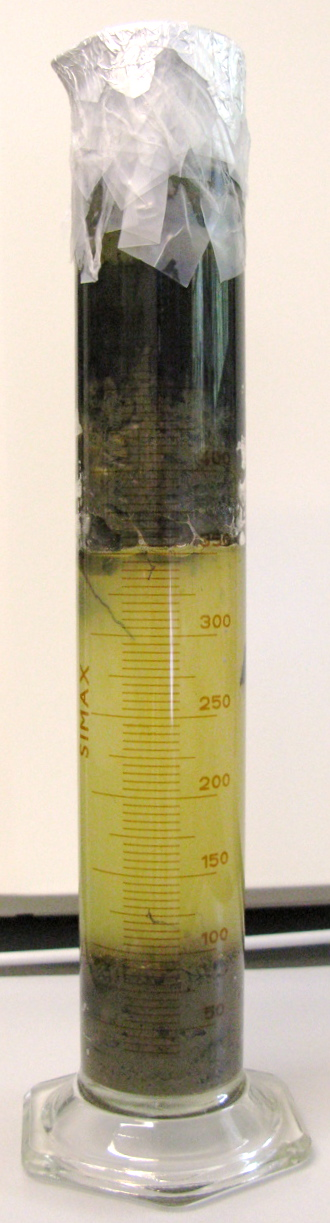
Colonne de Winogradsky après 3 mois.

La colonne de Winogradsky, du biologiste russe Sergueï Winogradsky (1856-1953), est un mini-écosystème basé sur le cycle du soufre et qui permet de mettre en évidence l'activité microbienne du sol dans une colonne enrichie en matières premières.

## Généralités
Les cycles biogéochimiques terrestres sont des phénomènes difficiles à appréhender notamment par la grande diversité des échanges entre les différents compartiments terrestres (biosphère, atmosphère, lithosphère, hydrosphère) et le rôle des organismes impliqués.
La colonne de Winogradsky est un modèle simple et facile à réaliser permettant d'analyser et de mieux comprendre la complexité de ces interactions.
Selon S. Winogradsky, « le fonctionnement de la microflore ne devait pas être envisagé comme la somme des activités individuelles, mais comme le travail d'un collectif autoréglable »[réf. nécessaire]. En effet, le développement de la vie microbienne de ce système résulte des nombreuses interactions entre ces organismes et de leur dépendance les uns par rapport aux autres sans quoi cet écosystème réduit ne survivrait pas.

## Principe
Le principe repose sur le développement successif de différents types bactériens (photoorganotrophes, hétérotrophes, chimiolitotrophes) dépendant les uns des autres dans les différentes strates de la colonne.
L'étagement des différentes couches microbiennes se fait en plusieurs étapes :
- Les bactéries hétérotrophes anaérobies dégradent les composés carbonés (cellulose) afin de produire des acides gras constituant une source de carbone pour les bactéries sulfatoréductrices.
- Les bactéries sulfatoréductrices utilisent les sulfates comme accepteurs d'électrons et les réduisent en soufre. Ce dernier constitue une source d'hydrogène pour les bactéries sulfureuses anaérobies afin de réaliser la photosynthèse et leur permettant d'initier le cycle du soufre pour les bactéries sulfureuses photosynthétiques.[réf. nécessaire]

## Matériel
Pour fabriquer une colonne de Winogradsky, il faut :
- une boue noire (car riche en sulfure de fer) provenant d'une tourbière par exemple ;
- de l'eau stagnante (d'un marécage par exemple) ;
- deux éprouvettes de 100 mL et des béchers ;
- du papier cellophane ;
- des morceaux de papier filtre, des agitateurs, des bracelets de caoutchouc ;
- une source lumineuse (de couleur rouge de préférence) ;
- deux gélules de polyvitamines ;
- plusieurs solutions : hydrogénocarbonate de sodium (NaHCO3), carbonate de calcium (CaCO3), sulfate de calcium (CaSO4), chlorure d'ammonium (NH4Cl) ;
- une solution tampon phosphate pH 7,3.[réf. nécessaire]

Pour réaliser cette solution tampon, il faut préparer une solution d'hydrogénophosphate disodique anhydre (soit 9,47 g de Na2HPO4 par litre) et une solution de dihydrogénophosphate de potassium (soit 9,08 g de KH2PO4 par litre). Ensuite, on mélange 143 mL de Na2HPO4 avec 57 mL de KH2PO4 pour obtenir un pH de 7,3.[réf. nécessaire]

## Protocole
Pour obtenir un environnement favorable au développement des différentes bactéries, il faut essayer de reconstituer un milieu idéal en amenant des composés essentiels à leur croissance.
Tout d'abord, il faut ajouter du tampon phosphate à la boue.
Ensuite, il faut déposer de la boue dans deux éprouvettes l'une contenant quatre grammes de sulfate de calcium (pour permettre aux bactéries sulfureuses pourpres et vertes de se développer) et l'autre contenant quatre grammes de carbonate de calcium (pour que les bactéries pourpres non sulfureuses puissent croître).
Il est nécessaire que la boue atteigne 7,5 cm dans les deux éprouvettes puis il faut mélanger dans un bécher pour homogénéiser.
L'expérience se fait de la même façon pour les deux éprouvettes:
- Dans un premier temps, il faut placer une vingtaine de morceaux de papier filtre au fond de l'éprouvette et verser le mélange, réalisé précédemment, sur une hauteur de 7,5 cm. Dans le bécher contenant la boue restante, ajouter 0,2 g d'hydrogénocarbonate de sodium, 0,1 g de chlorure d'ammonium et le contenu de la gélule de polyvitamines. Mélanger le tout doucement pour éliminer l'air contenu dans le mélange et compléter l'éprouvette avec, jusqu'à ce que la hauteur totale soit de 15 cm. Il est nécessaire de remélanger la colonne pour éliminer totalement l'air et obtenir un milieu en anaérobiose.
- Ensuite, il faut compléter la colonne avec de la boue neutre jusqu'à 2,5 cm du bord de l'éprouvette et mélanger délicatement pour enlever les bulles d'air. La colonne doit reposer une demi-heure.

Après le repos, deux phases sont visibles, une solide et une liquide. Cette dernière ne doit pas être supérieur ni inférieur à 1 cm. Il faut donc enlever ou rajouter de l'eau en conséquence.
- Pour finir, il suffit de recouvrir l'ouverture de la colonne avec du papier cellophane et l'entourer d'un bracelet de caoutchouc pour bien le maintenir. Il faut mettre la colonne près d'une fenêtre ou près de la lampe rouge et la laisser pendant six semaines à température ambiante.

Il est possible de répéter l'expérience et de déposer les colonnes à l'obscurité. Cela permet de déterminer les colonies bactériennes phototrophes après comparaison avec les autres colonnes en contact avec la lumière.

## Principales réactions
La cellulose du papier filtre favorise d'abord la croissance microbienne rapide qui épuise rapidement l'oxygène présent dans les sédiments et dans la colonne d'eau. Seul le haut de la colonne reste aéré car l'oxygène se diffuse très lentement dans l'eau.
Certaines espèces de bactéries telles que Clostridium, dégradants la cellulose, commencent à se développer lorsque l'oxygène présent dans les sédiments est épuisé. Toutes les espèces de Clostridium sont anaérobies strictes cependant elles peuvent survivre sous forme de spores dans des conditions aérobies. Elles dégradent la cellulose en glucose et ensuite fermentent le glucose pour gagner de l'énergie. Produisant alors une gamme de composés organiques simples (éthanol, acide acétique, l'acide succinique, etc) ainsi que les produits de fermentations.
Les bactéries tels que Desulfovibrio peuvent utiliser ces produits de fermentation pour la respiration anaérobie, en utilisant le sulfate ou d'autres formes partiellement oxydés de soufre (thiosulfate, par exemple) comme accepteur final d'électrons. Elles génèrent par ce processus de grandes quantités de H2S. Le H2S réagit avec le fer dans les sédiments, la production de sulfure de fer noir. Toutefois, certains des H2S diffuse vers le haut dans la colonne d'eau, où il est utilisé par d'autres organismes.
La diffusion de l'H2S contenu dans les sédiments dans la colonne d'eau permet aux bactéries sulfureuses photosynthétiques de croître. Elles utilisent le dioxyde de carbone comme source carbonée et le sulfure d’hydrogène comme source d’hydrogène pour la photosynthèse. Cependant ces bactéries ne produisent pas d'oxygène pendant la photosynthèse, car elles n'utilisent pas l'eau comme l'agent réducteur, mais plutôt l‘H2S. Les équations simplifiées ci-dessous montrent la différence entre les réactions de la photosynthèse des plantes et celle des bactéries photosynthétiques :
6 CO2 + 6 H2O = C6H12O6 + 6 O2 (photosynthèse des plantes)
6 CO2 + 6 H2S = C6H12O6 + 6 S (photosynthèse bactérienne anaérobie)
En fait, l'équation équilibrée est: 6 CO2 + 12 H2S = C6H12O6 + 6 H2O + 12S
Ces bactéries peuvent également produire du sulfate utilisé par les bactéries sulfato-réductrices.
Il existe deux catégories principales de bactéries sulfureuses photosynthétiques anaérobies: les vertes et les pourpres.
- Les bactéries vertes telles que Chlorobium résistent bien aux effets toxiques du sulfure d’hydrogène, elles peuvent donc se développer à des niveaux plus profonds de la colonne. Elles forment des taches vertes à la surface des boues.
- Au contraire, les bactéries pourpres moins tolérantes au sulfure d’hydrogène se développent plus haut dans la colonne et forment des taches pourpres et violettes.

Plus haut dans la colonne des bactéries pourpres non sulfureuses se développent et forment des taches rouge vif et rouille. Il s'agit notamment des espèces de Rhodopseudomonas Rhodospirillum et Rhodomicrobium.
Ces bactéries se développent dans des conditions anaérobies, gagnant leur énergie de la photosynthèse. Cependant elles utilisent des acides organiques comme source de carbone pour la synthèse cellulaire. Elles sont donc appelées photoorganotrophe. Ces acides organiques qu'elles utilisent sont les produits de fermentation d'autres bactéries anaérobies (par exemple Clostridium sp.).

## Les Bactéries dans la colonne de Winogradsky
À l’intérieur de la colonne les différentes bactéries présentes vont intervenir à différents moments du cycle dégradant et produisant chacune des composés permettant d’initier le cycle d’autres bactéries. Ainsi une succession de réactions se produit, correspondant aux différents cycles des matières fondamentaux se produisant dans les couches supérieures du sol.
Les bactéries hétérotrophes anaérobies comme le genre Clostridium, se développent les premières : c'est elles qui dégradent la cellulose pour obtenir de l'énergie. Ces Desulfovibrio initient le cycle du soufre pour les bactéries sulfureuses photosynthétiques en produisant de l’hydrogène sulfuré (H2S).
Le sulfure d’hydrogène est donc un composé qui va stratifier les différentes bactéries en fonction de leurs résistances personnelles.
On trouvera dans la partie plus haute de la colonne des bactéries non sulfureuse (H2S les inhibent) pourpre comme Rhodospirillum ou Rhodobacter, elles sont dites photoorganotrophes puisqu’elles peuvent réaliser la photosynthèse qu’en présence de carbone organique.
Dans la partie apicale de la colonne, ce sont des bactéries sulfureuses chimiolithotrophes qui se développent, comme Beggiatoa ou Thiobacillus elles sont non photosynthétiques mais pourtant autotrophes et oxyde H2S tout en assimilant le CO2.
Elles sont responsables de la transformation des sulfures en sulfates en passant par le stade du soufre. Ceci permet de réinitialiser le cycle du soufre
On pourra trouver pour finir des cyanobactéries, des algues eucaryotes ou des protozoaires dans la partie aérobe de la colonne mais de manière plus tardive puisque leur temps de développement est plus long que les bactéries.[réf. nécessaire]

## Tableau récapitulatif
| Genre et ordre d’apparition des bactéries principales | Ressource énergétique                  | Réaction associée                | Type trophique    | Condition environnementale |
| Clostridium                                           | cellulose                              | cellulose→glucose(oxydation)     | hétérotrophe      | Anaérobie                  |
| Desulfovibrio                                         | Hydrogène et sulfate                   | sulfates→hydrogène sulfuré (H2S) | chimiolithotrophe | Anaérobie aérotolérant     |
| Chlorobium                                            | Hydrogène sulfate et lumière           | H2S→soufre insoluble et sulfates | photolithotrophe  | Anaérobie                  |
| Chromatium                                            | Hydrogène sulfate et lumière           | H2S→soufre insoluble et sulfates | photolithotrophe  | Anaérobie                  |
| Rhodospirillum                                        | Lumière et carbone organique (glucose) | photosynthèse                    | photoorganotrophe | Anaérobie                  |
| Beggiatoa                                             | CO2                                    | Oxydation H2S→soufre             | chimiolithotrophe | Anaérobie facultatif       |
| Thiobacillus                                          | CO2                                    | Oxydation H2S→soufre             | chimiolithotrophe | Aérobie                    |